# سید محمد علی مبارکه‌ای
سید محمد علی مبارکه‌ای (زاده ۱۲۷۷ خورشیدی، مبارکه - درگذشت ۱۳۲۵ اصفهان) از شعرا، مجتهدین و روحانیون مبارکه و اصفهان در سده ۱۳ هجری بود.
مصلح‌الدین مهدوی از وی اینچنین یاد نموده‌است: «مرحوم حاج سید محمد علی مبارکه‌ای از وعاظ معروف اصفهان بود در حسن بیان و طلاقت لسان در بین معاصرین کم‌نظیر می‌نمود … در ضمن مسافرت به مکه معظمه مدتی در بمبئی ساکن شده، اهل مطالعه و تحقیق و تتبع و دارای کتابخانه آبرومندی بود. قدرت حفظ عجیبی داشت و کتب و رسائل چندی تألیف نموده که برخی از آنها را به طبع رسانیده»

## ملاقات با ملک عبدالعزیز
وی یکی از دو عالمی بود که در در سال ۱۳۰۴ قمری با ملک عبدالعزیز مناظره کرد؛ که شرح آنرا چنین نقل کرده‌است:
«صبح آن، تصادف [برخورد] کردیم با ابن سعود ملک حجاز که از پایتخت خود الریاض به مدینه منوره مشرف شده بود و از مدینه محرم شده و عازم مکه معظمه بود.
وقتی محاذی ایستگاه اتومبیل‌های حاج در این بیابان رسیدند، توقف نمود و از حال مسافرین بازپرس نمود؛ و از بیشتری وضعیت سلوک مردم خطه راه مدینه با زوار بیت الله استفسار کرد و از افراد مختلفه هر کشوری شخصاً بازرسی می‌کرد.
مقابل من آمد آمد، فرمود: مِن أین؟ از کجا آمده‌اید؟
نویسنده در جواب معروض داشت: قال النبی (ص): لو کان الایمان معلقا بالثریا لتناله رجال من اهل فارس. [اگر ایمان به ثریا هم آویخته باشد، مردانی از فارس به آن دست خواهند یافت]
نهایت از این جواب تحسین کرد.
سپس فرمود: من ای بلادها؟ از کدام شهرهای ایران؟
در جواب گفتم: جنّة الدنیا اصفهان. [بهشت دنیا، اصفهان!]
دو مرتبه تحسین فرمود.
یکی از همراهان ملک گفت: ایرانی متعصب!
باز نویسنده معروض داشت: ایرانی ای الایمانی. قال رسول‌الله (ص) حب الوطن من الایمان. [دوست داشتن وطن از ایمان است]
از این جواب ابن سعود تبسم نمود.
سپس فرمود: کیف وجدتم الامر فی ملکنا؟ کشور حجاز را چگونه یافتید؟
باز نویسنده معروض داشت: «من دخله کان آمنا». [هر کسی وارد آن شود ایمن خواهد بود]
دو مرتبه به تکرار فرمود: احسنت احسنت»

## آثار[۴]
1. اسرار حج
2. اسرار و فلسفه احکام
3. اسلام خالص
4. انوارالسعاده در فضیلت بنی هاشم
5. تاریخ اصفهان در ۵ مجلد ۶
6. تاریخ امکنه و بلدان که سفرنامه است
7. تاریخ زندگانی پیغمبر اکرم
8. تحصیل الثمن در شرح حدیث حب الوطن
9. ثمرات العلوم
10. جامع العلوم در چهار مجلد
11. جنه الاداء در آداب
12. دیوان اشعار متخلص صفایی
13. دانشوران اصفهان در ۶ مجلد
14. راهنمای ریاضیات
15. سرادق دوشیزگان در حجاب
16. سفرنامه غرب
17. سوانح عمر
18. صراط المستقیم در نماز، مطبوع (چاپ شده)
19. کشف المهمات فی سموم المهلکات در ۵ مجلد
20. کشف الغیب ۲۱ مرآت الغیب
21. منهج القویم ۲۳- مثنوی سقراطیه در عرفان
22. مواعظ
23. نورالانور در اولاد حضرت موسی بن جعفر
24. نورالقدسی در احوال مجلسی